# Eurovision Young Musicians
L'Eurovision Young Musicians (spesso abbreviato in EYM o Young Musicians) è una competizione di musica classica rivolta a giovani musicisti di età compresa tra i 12 e i 21 anni. Viene organizzata su base biennale dai membri dell'Unione europea di radiodiffusione (UER).

## Storia
L'idea di organizzare una manifestazione rivolta a giovani musicisti fu proposta durante un'assemblea dei membri dell'UER a Ginevra nel marzo 1980. Ispirati dal successo del BBC Young Musician of the Year, lanciato nel 1978, l'UER optò per la creazione della competizione nel 1982.
La prima edizione fu organizzata proprio dalla BBC a Manchester, e riunì i primi sei Stati partecipanti: Austria, Francia, Germania Ovest, Norvegia, Regno Unito e Svizzera. La prima vittoria fu della Germania Ovest, che proprio in quell'anno aveva già vinto l'Eurovision Song Contest 1982, con Markus Pawlik.

## Nazioni partecipanti
Ha partecipato almeno una volta
     Non ha mai partecipato, ma potrebbe
     Paesi che hanno partecipato come parte di un altro stato ma mai in maniera indipendente

Ha partecipato almeno una volta
Non ha mai partecipato, ma potrebbe
Paesi che hanno partecipato come parte di un altro stato ma mai in maniera indipendente

All'EYM possono partecipare solo i paesi che hanno almeno un membro attivo all'interno dell'Unione europea di radiodiffusione
Hanno esordito un totale di 42 nazioni, incluse la Jugoslavia e Serbia e Montenegro, stati non più esistenti, e solo 10 di questi hanno vinto almeno una volta.
| Anno | Esordio                                                                 |
| ---- | ----------------------------------------------------------------------- |
| 1982 | Austria - Francia - Germania - Norvegia - Svizzera - Regno Unito        |
| 1984 | Finlandia - Paesi Bassi                                                 |
| 1986 | Belgio - Danimarca - Irlanda - Israele - Italia - Svezia - Jugoslavia   |
| 1988 | Cipro - Spagna                                                          |
| 1990 | Grecia - Portogallo                                                     |
| 1992 | Polonia - Ungheria                                                      |
| 1994 | Croazia - Estonia - Lettonia - Lituania - Macedonia - Russia - Slovenia |
| 1998 | Slovacchia                                                              |
| 2002 | Repubblica Ceca - Romania                                               |
| 2006 | Bulgaria - Serbia e Montenegro                                          |
| 2008 | Serbia - Ucraina                                                        |
| 2010 | Bielorussia                                                             |
| 2012 | Armenia - Bosnia ed Erzegovina - Georgia                                |
| 2014 | Malta - Moldavia                                                        |
| 2016 | San Marino                                                              |
| 2018 | Albania                                                                 |

## Edizioni

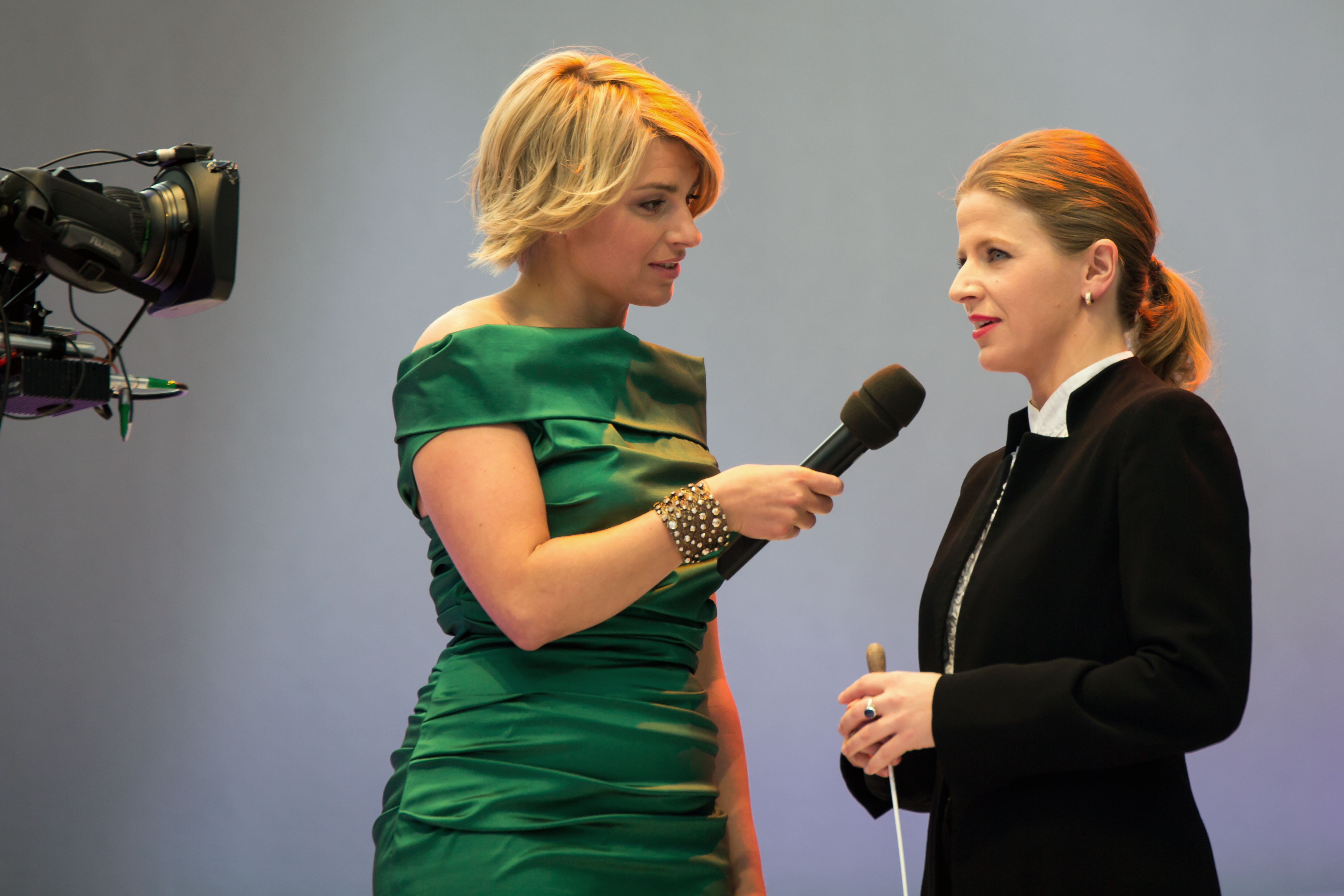
Sabine Heinrich, presentatrice nel 2014 con Kristiina Poska, direttrice musicale dell'edizione

| Anno | Città e paese ospitante              | Vincitore                                            | Strumento                                            | Titolo                                                            |
| ---- | ------------------------------------ | ---------------------------------------------------- | ---------------------------------------------------- | ----------------------------------------------------------------- |
| 1982 | Free Trade Hall, Manchester          | Markus Pawlik                                        | Pianoforte                                           | Concerto per piano (Felix Mendelssohn)                            |
| 1984 | Victoria Hall, Ginevra               | Isabelle van Keulen                                  | Violino                                              | Concerto per violino (Henri Vieuxtemps)                           |
| 1986 | Radiohuset, Copenaghen               | Sandrine Lazarides                                   | Pianoforte                                           | Concerto per piano in Mi♭ (Franz Liszt)                           |
| 1988 | Concertgebouw, Amsterdam             | Julian Rachlin                                       | Violino                                              | Concerto per violino e orchestra in Re (Henryk Wieniawski)        |

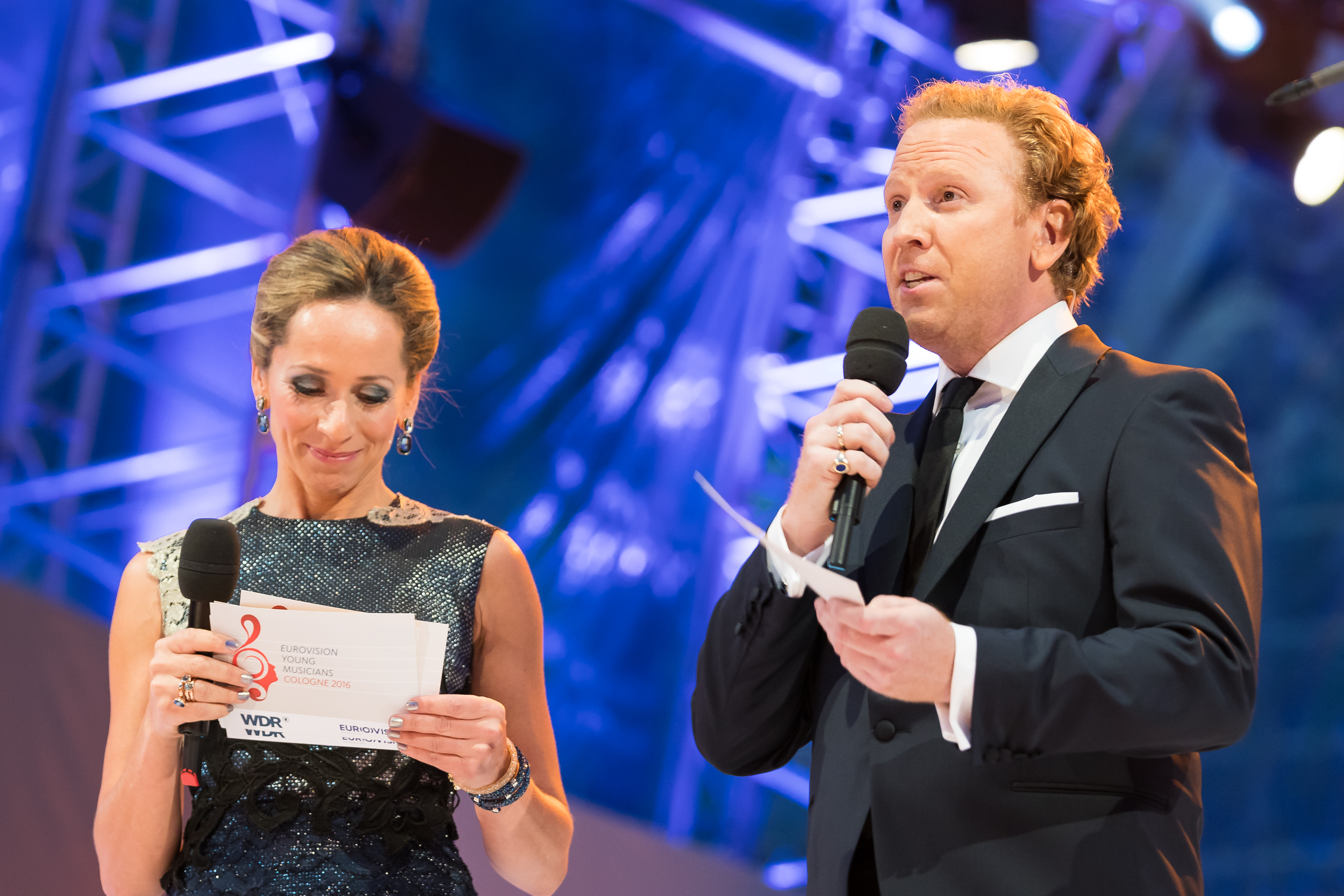
Daniel Hope e Tamina Kallert, presentatori nel 2016

| 1990 | Musikverein, Vienna                  | Niek van Oosterum                                    | Pianoforte                                           | Concerto per piano e orchestra in Do minore (Edvard Grieg)        |
| 1992 | Cirque Royal, Bruxelles              | Bartłomiej Nizioł                                    | Violino                                              | Concerto per violino e orchestra in Re maggiore (Johannes Brahms) |
| 1994 | National Philharmonic Hall, Varsavia | Natalie Clein                                        | Violoncello                                          | Concerto per violoncello in Mi minore (Edward Elgar)              |
| 1996 | Centro Cultural de Belém, Lisbona    | Julia Fischer                                        | Violino                                              | -                                                                 |
| 1998 | Konzerthaus, Vienna                  | Lidia Baich                                          | Violino                                              | Concerto per violino (Henri Vieuxtemps)                           |
| 2000 | Grieghallen, Bergen                  | Stanisław Drzewiecki                                 | Pianoforte                                           | Concerto per pianoforte in Mi minore (Fryderyk Chopin)            |
| 2002 | Konzerthaus, Berlino                 | Dalibor Karvay                                       | Violino                                              | Carmen Fantasy (Franz Waxman)                                     |
| 2004 | Centro Congressi, Lucerna            | Alexandra Soumm                                      | Violino                                              | Concerto per violino (Niccolò Paganini)                           |
| 2006 | Rathausplatz, Vienna                 | Andreas Bantelid                                     | Violoncello                                          | Concerto per violoncello e orchestra (Franz Joseph Haydn)         |
| 2008 | Rathausplatz, Vienna                 | Dionysis Grammenos                                   | Clarinetto                                           | Concerto per clarinetto e orchestra (Jean Françaix)               |
| 2010 | Rathausplatz, Vienna                 | Eva Nina Kozmus                                      | Flauto                                               | Concerto per flauto (Jacques Ibert)                               |
| 2012 | Rathausplatz, Vienna                 | Eivind Holtsmark Ringstad                            | Viola                                                | Concerto per viola (Béla Bartók)                                  |
| 2014 | Duomo di Colonia, Colonia            | Ziyu He                                              | Violino                                              | Violinkonzert (Béla Bartók)                                       |
| 2016 | Duomo di Colonia, Colonia            | Łukasz Dyczko                                        | Sassofono                                            | Rhapsody pour Saxophone alto (Andrè Waignein)                     |
| 2018 | Usher Hall, Edimburgo                | Ivan Bessonov                                        | Pianoforte                                           | Concerto per piano (Pëtr Il'ič Čajkovskij)                        |
| 2020 | Piazza Re Tomislao, Zagabria         | Evento cancellato a causa della pandemia di COVID-19 | Evento cancellato a causa della pandemia di COVID-19 | Evento cancellato a causa della pandemia di COVID-19              |
| 2022 | Corum, Montpellier                   | Daniel Matejča                                       | Violino                                              | Concerto per violino n. 1 (Dmitrij Šostakovič)                    |
| 2024 | Stormen Konserthuset, Bodø           | Leonhard Baumgartner                                 | Violino                                              | Concerto per violino n. 5 in La Minore (Henri Vieuxtemps)         |
| 2026 | TBA, Erevan                          |                                                      |                                                      |                                                                   |

## Presentatori e direttore musicale
| Anno | Città e paese ospitante              | Presentatori                                                         | Direttore musicale    |
| ---- | ------------------------------------ | -------------------------------------------------------------------- | --------------------- |
| 1982 | Free Trade Hall, Manchester          | Humphrey Burton                                                      | Bryden Thomson        |
| 1984 | Victoria Hall, Ginevra               | Georges Kleinmann                                                    | Horst Stein           |
| 1986 | Radiohuset, Copenaghen               | Anette Faaborg                                                       | Hans Graf             |
| 1988 | Concertgebouw, Amsterdam             | Martine Bijl                                                         | Sergiu Comissiona     |
| 1990 | Musikverein, Vienna                  | Gerhard Toetschinger                                                 | Pinchas Steinberg     |
| 1992 | Cirque Royal, Bruxelles              | Ronald Zollman                                                       | Ronald Zollman        |
| 1994 | National Philharmonic Hall, Varsavia | Jerzy Katlewicz                                                      | Kazimierz Kord        |
| 1996 | Centro Cultural de Belém, Lisbona    | Luis Izquierdo                                                       | Luis Izquierdo        |
| 1998 | Konzerthaus, Vienna                  | Julian Rachlin                                                       | Dennis Russell Davies |
| 2000 | Grieghallen, Bergen                  | Arild Erikstad                                                       | Simone Young          |
| 2002 | Konzerthaus, Berlino                 | Julia Fischer                                                        | Marek Janowski        |
| 2004 | Centro Congressi, Lucerna            | Christian Arming                                                     | Christian Arming      |
| 2006 | Rathausplatz, Vienna                 | Schallbert Gilet                                                     | Christian Arming      |
| 2008 | Rathausplatz, Vienna                 | Lidia Baich e Christoph Wagner-Trenkwitz                             | Aleksandar Markovic   |
| 2010 | Rathausplatz, Vienna                 | Christoph Wagner-Trenkwitz                                           | Cornelius Meister     |
| 2012 | Rathausplatz, Vienna                 | Pia Strauss (Semifinali) Martin Grubinger (Finale)                   | Cornelius Meister     |
| 2014 | Duomo di Colonia, Colonia            | Sabine Heinrich                                                      | Kristiina Poska       |
| 2016 | Duomo di Colonia, Colonia            | Tamina Kallert e Daniel Hope                                         | Clemens Schuldt       |
| 2018 | Usher Hall, Edimburgo                | Petroc Trelawny (Semifinali) Josie d'Arby e Petroc Trelawny (Finale) | Thomas Dausgaard      |
| 2020 | Piazza Re Tomislao, Zagabria         | Non annunciati                                                       | Enrico Dindo          |
| 2022 | Corum, Montpellier                   | Judith Chaine e Vincent Delbushaye                                   | Pierre Dumoussaud     |
| 2024 | Stormen Konserthuset, Bodø           | Silje Nordnes e Mona Berntsen                                        | Eivind Aadland        |
| 2026 | TBA, Erevan                          |                                                                      |                       |

## Albo d'oro per nazione
| numero di vittorie | Stato       | Anni                               |
| ------------------ | ----------- | ---------------------------------- |
| 6                  | Austria     | 1988, 1998, 2002, 2004, 2014, 2024 |
| 3                  | Polonia     | 1992, 2000, 2016                   |
| 2                  | Germania    | 1982, 1986                         |
| 2                  | Paesi Bassi | 1984, 1990                         |
| 1                  | Francia     | 1986                               |
| 1                  | Regno Unito | 1994                               |
| 1                  | Svezia      | 2006                               |
| 1                  | Grecia      | 2008                               |
| 1                  | Slovenia    | 2010                               |
| 1                  | Norvegia    | 2012                               |
| 1                  | Russia      | 2018                               |
| 1                  | Rep. Ceca   | 2022                               |